# Luis Morquio
Luis Morquio (Montevideo, 24 de septiembre de 1867 - 19 de junio de 1935) fue un médico y profesor uruguayo. 

## Biografía
Nació el 22 de septiembre de 1867 en Montevideo, ciudad donde transcurrió su niñez y juventud. En 1892 se graduó con el título Doctor en Medicina en la Universidad de la República. Amplió sus estudios en París durante dos años, especializándose en patología.
A su regreso a la capital uruguaya dirigió el Asilo de Expósitos y Huérfans, desde el ano 1894 y durante cuatro años, tomando como principios: eliminación del torno (sistema en el que los niños eran abandonados en forma anónima), en su lugar daba garantías a la madre para que los niños fueran entregados en una oficina del estado. También proponía ayudar a la madre para evitar que abandone a su hijo, tratando de preservar siempre el vínculo madre hijo. La alimentación de los niños pequeños debía ser preferentemente de pecho materno y si no se podía la leche de vaca debía ser esterilizada
En 1901 fue nombrado Profesor Titular de Medicina Infantil (colocándolo al frente de la Cátedra de Pediatría). Trabajó en forma sobresaliente en los 35 años que dirigió la cátedra. Diversos autores resaltan su trabajo registrando, con la mayor meticulosidad todos los datos posibles en las historias clínicas de los pacientes de la Clínica de Caridad, algo nuevo para la época y que fuera pilar de su producción científica y del trabajo de los médicos que le sucedieron.
En 1915 propuso la fundación de La Sociedad de Pediatría de Montevideo (hoy Sociedad Uruguaya de Pediatría) que nació, creció y vivió gracias a su empuje creador logrando lo que en la época parecía imposible. En el año 1927, renuncia voluntariamente a la Presidencia y las autoridades deciden nombrarlo Presidente de Honor. 
Durante el Segundo Congreso Americano del Niño, en Montevideo en 1919, propuso la creación de una Oficina Internacional de Protección a la infancia que fue aprobado unánimemente.
Su producción científica comenzó en 1892 y terminó en 1936, se publicaron durante estos 44 años 335 relatos, en revistas nacionales y extranjeras sobre enfermedades de los niños y temas de protección a la infancia. Defensor de todo lo que beneficiara a los niños. Especialmente en elevar el nivel de preparación de los médicos.
“Las jóvenes generaciones”, ha dicho Walter Piaggio Garzón, “se irán sucediendo a través del tiempo. Pero la efigie del Maestro, fundador de nuestra Pediatría, ha de subsistir como una guía, como un faro lejano, que, con su generoso resplandor nos indica la ruta cierta. Y a través del tiempo y de la distancia, han de magnificarse y engrandecerse las dos grandes acciones, que, en armónica unidad, simbolizaron su vida: la enseñanza fecunda a la juventud y la protección integral de la infancia.”
Morquio fue profesor, pero más que eso fue un Maestro; “El Profesor sabe y enseña, el Maestro sabe, enseña y ama. Y sabe que el amor está por encima del saber y que sólo se aprende de verdad lo que se enseña con amor”.
“El Profesor Bonaba ha expresado de manera certera, que Morquio …“fue un Maestro integral: maestro de la juventud, maestro de la ciencia, maestro de la energía, maestro de la honestidad, maestro de la profesión, maestro de la docencia, maestro en el cumplimiento del deber, maestro en fin a través del tiempo y la distancia.” Según sus propias palabras su trabajo se puede “condensar en la siguiente fórmula: Trabajo, Método y Orden.”
Como homenaje a su figura se le dio el nombre de enfermedad de Morquio a la mucopolisacaridosis tipo IV que describió.